# 涉異志
涉異志，明代閔文振撰。中國文言志怪小說集，共一卷，內收四十則短篇故事，該書亦收錄於《紀錄匯編》、《五朝小說》、《古今名賢匯語》、《叢書集成初編》、《續說郛》等書。

## 內文
《涉異志》繼承了六朝志怪和唐人傳奇的傳統，是中國文學史上一部「志怪傳奇與軼事」的小說故事類筆記。以明代人物為主軸，敘事上採倒敘和插敘方式撰寫。內容多以封建制度之神不滅、魂永存、因果報應等情節貫穿全文。